# Jesse Franklin Cleveland
Jesse Franklin Cleveland (* 25. Oktober 1804 in Greenville, South Carolina; † 22. Juni 1841 in Charleston, South Carolina) war ein US-amerikanischer Politiker. Zwischen 1835 und 1839 vertrat er den Bundesstaat Georgia im US-Repräsentantenhaus.

## Werdegang
Jesse Cleveland besuchte die öffentlichen Schulen seiner Heimat und zog danach nach Georgia. Dort begann er als Mitglied der von Präsident Andrew Jackson gegründeten Demokratischen Partei eine politische Laufbahn. Zwischen 1831 und 1834 gehörte er dem Senat von Georgia an. Nach dem Rücktritt des Kongressabgeordneten William Schley wurde Cleveland bei der fälligen Nachwahl für das dritte Abgeordnetenmandat von Georgia als dessen Nachfolger in das US-Repräsentantenhaus in Washington, D.C. gewählt, wo er am 5. Oktober 1835 sein neues Mandat antrat. Nach einer Wiederwahl konnte er bis zum 3. März 1839 im Kongress verbleiben.
Nach seinem Ausscheiden aus dem US-Repräsentantenhaus zog Jesse Cleveland nach Charleston in South Carolina, wo er im Handel tätig wurde. Dort wurde er auch Direktor bei der State Bank of South Carolina. Dieses Amt bekleidete er bis zu seinem Tod am 22. Juni 1841 in Charleston.